# Raimundo Vaz da Costa Neto
Raimundo Vaz da Costa Neto, ou também Costa Neto, (São João do Piauí, 25 de setembro de 1925) é um farmacêutico e político brasileiro, outrora deputado estadual pelo Piauí.

## Dados biográficos
Filho de Francisco Antônio Paes Landim Neto e Abigail Vaz da Costa. Farmacêutico, estudou na Faculdade de Farmácia e Odontologia de São Luís e na Escola de Odontologia e Farmácia da Faculdade de Medicina da Bahia. Substituto do pai, elegeu-se deputado estadual via UDN em 1950, 1954 e 1958, aliou-se ao Regime Militar de 1964 e conseguiu outro mandato pela ARENA em 1966. Renunciou em 6 de agosto de 1970, para assumir uma cadeira no Tribunal de Contas do Piauí.
Sua esposa, Josefina Costa, tornou-se a primeira deputada estadual eleita pelo Piauí em 1970, além de ascender à mesa diretora da Assembleia Legislativa. Irmão de José Francisco Paes Landim, Luiz Gonzaga Paes Landim, Paulo Henrique Paes Landim, Murilo Paes Landim e Amparo Paes Landim.